# جيريمي دودزياك
جيريمي دودزياك (بالألمانية: Jeremy Dudziak)‏ (مواليد 28 أغسطس عام 1995 في دويسبورغ) هو لاعب كرة قدمألماني، هو يلعب الآن في نادي سانت باولي.

## روابط خارجية
- جيريمي دودزياك على موقع الاتحاد الدولي (مؤرشف)  (الإنجليزية)
- جيريمي دودزياك على موقع الاتحاد الأوربي (الإنجليزية)
- جيريمي دودزياك على موقع قاعدة بيانات كرة القدم.إي يو (الإنجليزية)
- جيريمي دودزياك على موقع بيانات كرة القدم. دي إي (الألمانية)
- جيريمي دودزياك على موقع ناشيونال فوتبول تيمز (الإنجليزية)
- جيريمي دودزياك على موقع Soccerway.com (الإنجليزية)
- جيريمي دودزياك على موقع عالم كرة القدم.نت (الإنجليزية)
- جيريمي دودزياك على موقع AS.com (الإسبانية)